# 塩那丘陵

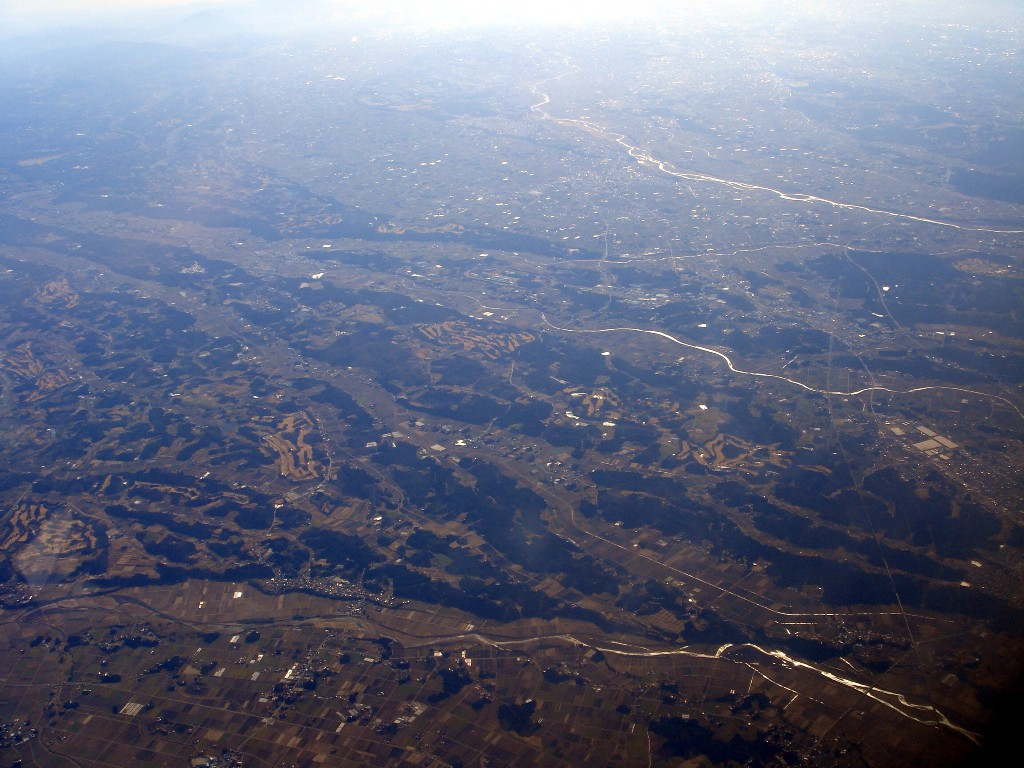
塩那丘陵。手前から那須野が原、箒川、塩那丘陵、江川、内川、荒川、鬼怒川

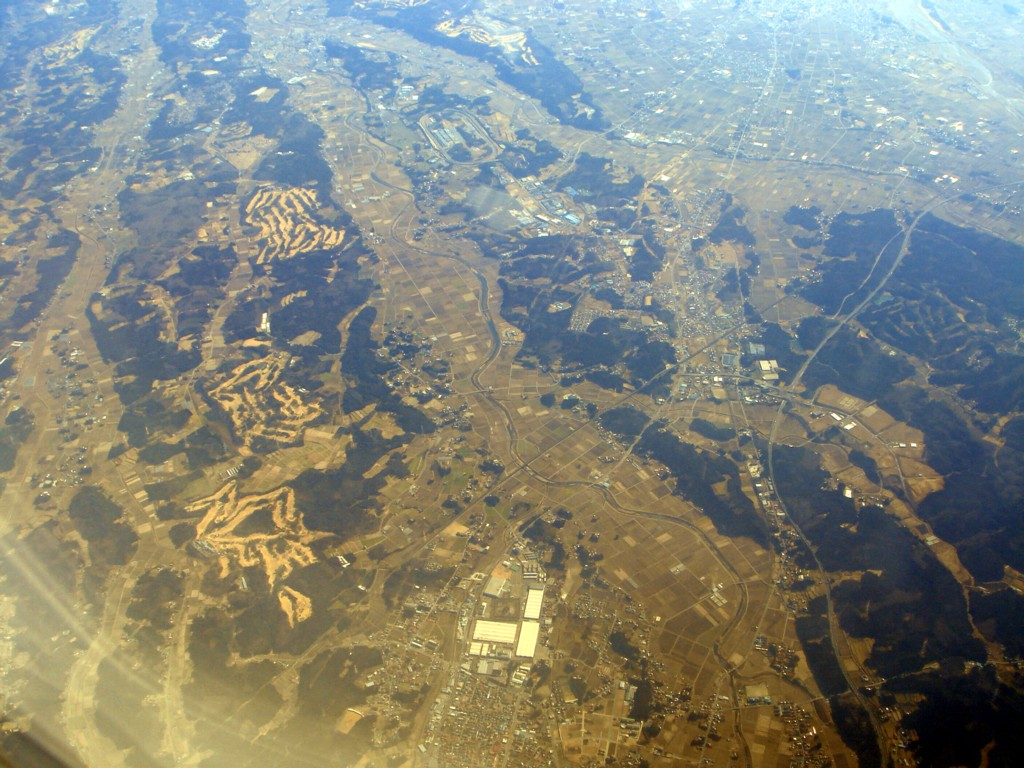
塩那丘陵。矢板市上空よりさくら市方向を望む。解説付き画像はこちら

塩那丘陵（えんなきゅうりょう）とは栃木県北部にあり関東平野と那須野が原を分ける丘陵である。

## 概要
塩谷郡、那須郡の境界近辺の丘陵地帯を言い、喜連川丘陵（きつれがわきゅうりょう）とも呼ばれる。丘陵は、北西から南東方向に全体的に数十メートルの小高い丘が長さ約30km巾約10kmで連なる。領域は塩谷町、矢板市、大田原市、那珂川町、さくら市、高根沢町、那須烏山市にまたがり、高原山を水源とする荒川、内川、江川が流れ浅い谷を刻む。塩那丘陵の南側は関東平野で利根川の流域、北側は那須野が原で那珂川の流域になっている。北側に箒川、東側に那珂川、南側に荒川、鬼怒川が流れる。

## 土地利用
矢板市の北部山岳地帯を除く市域、旧喜連川町（現さくら市）の町域は完全に塩那丘陵の中にあり荒川、内川、江川沿いの巾の狭い丘陵の尾根の間の平地に水田が広がる。丘陵地には多くの公園、運動場、キャンプ場、温泉施設などの施設の他に、ゴルフ場に最適な、なだらかな地形であるため多くのゴルフ場が立地している。

## 交通
矢板市片岡地区は全国的にも珍しい巾1000mの中に、国道4号、東北本線（宇都宮線）、東北自動車道、東北新幹線などの交通の大動脈が集中する地形的な交通の要衝になっている。各交通機関はこの片岡で丘陵地帯に入り、関東平野から那須野が原へと移っていく。東北本線は東京より北方向に向かって初めてのトンネル、東北新幹線も丘陵越えのトンネルを通過する。
また、特徴的な交通機関として丘陵の尾根に沿って流れる内川、荒川沿いの集落を結び古くからの地域のかかわりを示すバス路線もある。
- さくら市営バス

片岡駅（矢板市）－喜連川温泉（さくら市）－烏山駅（那須烏山市）

## 丘陵内に立地する主な施設

### 主な温泉
- 城の湯温泉センター
- 矢板温泉
- コリーナ矢板
- 喜連川温泉
- 早乙女温泉
- 松島温泉
- 佐久山温泉
- 小川温泉
- 高根沢温泉
- こぶしが丘温泉
- やまびこの湯からすやま

### 公園・運動場
- 運動公園（矢板市）
- 長峰公園（矢板市）
- 総合公園（さくら市）
- 菖蒲沢公園（さくら市）
- ふれあいの丘（大田原市）
- 芳井地区運動公園（大田原市）
- 県民休養公園（那須烏山市）
- 少年自然の家（那須烏山市）
- 緑地運動公園（那須烏山市）
- 南那須運動場（那須烏山市）

### キャンプ場
- 喜連川ファミリーキャンプ場
- サンタヒルズオートキャンプ場（那珂川町）
- 守山キャンプ場

### その他
- 三菱ふそうトラック・バス研究所テストコース（写真中央上部）

## 立地するゴルフ場
塩那丘陵に立地するゴルフ場は北西から順に以下の通りである。
- 上伊佐野GC
- 矢板CC
- 栃の木CC
- アローエースGC
- ファイブエイト
- ロペC
- 大日向CC
- 千成GC
- ニューセントアンドリュースGC
- 25メンバーズC
- 喜連川CC
- セブンハンドレッドCC
- 紫塚GC
- ベルセルバCC
- 那須小川GC
- ジュンクラシックCC
- ユーアイGC
- 南那須PG
- ミサワガーデンC
- 東宇都宮CC
- 東雲GC
- 烏山城CC
- ふう月CC
- 大金GC
- ロイヤルメドウGC
- 新宇都宮CC
- アロハCC
- 那珂川GC